# Joyaux de la couronne (finance)
Pour les articles homonymes, voir Joyaux de la couronne.
Dans le monde de la finance, lorsqu'une entreprise est menacée d'une prise de contrôle hostile, la défense des joyaux de la couronne est une stratégie dans laquelle l'entreprise cible vend ses actifs les plus attrayants à une entreprise tierce, amie ou non.
La principale conséquence est que l'entreprise cherchant à acquérir voit son intérêt être amputé des actifs précieux de sa cible. Une autre conséquence est la dilution des participations de l'entreprise acheteuse dans sa cible